# Carla (cantante)
Carla Georges, conosciuta semplicemente come Carla (Graveson, 21 aprile 2003), è una cantante francese.

## Biografia
Nata a Graveson, in Francia nel 2014 partecipa alla prima edizione di The Voice Kids. Passa le audizioni cantando Éblouie par la nuit di ZAZ. Successivamente sceglie come allenatore Jenifer con cui riesce a vincere la prima edizione. Nel 2015 si unisce al gruppo francese Kids United. Nel 2016 lascia il gruppo per cominciare una carriera da solista. Nel 2017 pubblica il suo primo album Carla.

## Discografia

### Album in studio
- 2017 – Carla

### Singoli
- 2017 – Le meilleur des 2
- 2017 – Des ailes
- 2018 – Double Mise